# Божевільною пристрастю ти сама до мене палаєш
«Божевільною пристрастю ти сама до мене палаєш» — радянський художній фільм 1991 року, знятий режисером Миколою Князєвим на кіностудії "Білорусьфільм".

## Сюжет
Ліліпут Федір Безуглов працював у цирку в одному номері з відомим ілюзіоністом Антуаном Шаламовим. Незважаючи на те, що його оточували найрізноманітніші люди, почувався Федір страшенно самотнім. Під цирковою метушнею ховалася порожнеча. І заповнити її не міг ніхто. Світла туга за досконалістю, передчуття глибоких і сильних пристрастей одного разу штовхнули його на зв'язок зі звичайною жінкою Анною - дружиною Антуана Шаламова...

## У ролях
- Неле Савиченко-Климене — Анна Шаламова, дружина Антуана
- Геннадій Бортников — Антуан Шаламов, ілюзіоніст
- Геннадій Шатунов — Федір Безуглов, цирковий артист-ліліпут
- Ростислав Янковський — Володимир Францович
- Толіб Хамідов — "чеченець"
- Катя Кримачик — Наталка
- Тетяна Васильєва — Шарлотта
- Олександра Харитонова — бабка Наташі
- Леонід Лютвинський — Фаворитов, акробат
- В. Гамболєвська — Зіта, акробатка
- Р. Сотник — Гіта, акробатка
- Тетяна Трескунова — подруга Анни
- Вероніка Козоровицька — танцівниця
- Евеліна Сакуро — провідниця
- В. Полухіна — епізод
- М. Батура — епізод
- Сергій Каторженко — епізод
- Олександр Коваленко — епізод
- Володимир Кужелко — епізод
- О. Матвійчук — епізод
- Олександр Троцький — Курилло
- Ільяс Паша — епізод
- Ксенія Князєва — дівчинка, що стрибає в "класики"

## Знімальна група
- Режисер — Микола Князєв
- Сценаристи — Микола Князєв, Олександр Карпов
- Оператор — Анастасія Суханова
- Композитор — Гія Канчелі
- Художники — Володимир Пушков, Володимир Єфімов
- Продюсери — О. Буйницький, Олександр Карпов